# Maevia expansa
Maevia expansa là một loài nhện trong họ Salticidae.
Loài này thuộc chi Maevia. Maevia expansa được R. W. Barnes miêu tả năm 1955.